# Ельжбета Старостецька
Ельжбета Старосте́цька (пол. Elżbieta Starostecka; нар. 6 жовтня 1943) — польська актриса театра і кіно, співачка. Фільми за її участю були популярними в 70-ті роки XX ст. Заслужений діяч культури ПНР (1988).

## Біографія
Народилася 6 жовтня 1943 року в селі Роґі. У 1965 році закінчила Кіношколу в Лодзі. У 1965—1966 роках грала в Театрі імені Богуславського в Каліші; в 1966—1972 — в Новому театрі в Лодзі. З 1972 року — в театрах Варшави: пол. Teatr Rozmaitości w Warszawie (1972—1980) та Театрі Атенеум (Варшава) (з 1980). У кіно дебютувала в 1963 році, але після 1982 року майже не знімається.
Її чоловік — композитор, піаніст Влодзімеж Корч; син — Каміль Єжи (народився в 1971); дочка — Ганна Марія (народилася в 1982).

## Фільмографія
- 1964 — Луна / Echo — Крися Гуркувна/Krysia Górkówna, роль у титрах не вказана.
- 1964 — Панянка у віконці / Panienka z okienka — Німфа у виставі, роль у титрах не вказана.
- 1964 — Кінець нашого світу / Koniec naszego świata — Юлія Штейн.
- 1966 — Пекло і небо / Piekło i niebo — Ангел-охоронець дідуся.
- 1966 — Смажені голубки / Pieczone gołąbki — Журналістка, роль у титрах не вказана.
- 1968 — Воскресіння Оффланда / Zmartwychwstanie Offlanda — Відвідувачка цвинтаря.
- 1968 — Табличка мрії / Tabliczka marzenia — дублювала голос персонажа Ядзі, подруги Лідки, участь у титрах не вказано.
- 1968 — Лялька / Lalka — Евеліна, дружина барона Дальського.
- 1969 — Дівоча змова / Rzeczpospolita babska — Сержант Ядвіга Римарчик.
- 1970 — Пригоди каноніра Доласа, або Як я розв'язав Другу світову війну / Jak rozpętałem drugą wojnę światową — співачка в таверні.
- 1970 — Паром / Prom — Ганка, дочка Вальчака.
- 1973 — Чорні хмари / Czarne chmury (телесеріал) — Ганна Островська (у 5-10 серіях).
- 1975 — Ночі і дні / Noce i dnie — Тереса Остшенська-Коцелло, сестра Барбари.
- 1976 — Прокажена / Trędowata — Стефанія Рудецька.
- 1979 — Вкрадена колекція / Skradziona kolekcja — Янка Повсінська, подруга Йоанни.
- 1982 — Готель Полан та його гості / Hotel Polan und seine Gäste (ГДР) — Естер Полан.
- 1993 — Випадок Пекосинського / Przypadek Pekosińskiego — Пані Ванда.
- 2001 — Узи крові / Więzy krwi (телесеріал) — Барбара, мати Єви Кохарської (присутня в титрах фільму, але на екрані не з'явилася).

## Кар'єра співачки
Виконувала пісні в ряді телевізійних фільмів («Пригоди каноніра Доласа, або Як я розв'язав Другу світову війну» та «Прокажена». З піснею Za rok, może dwa виступила на фестивалі польської пісні в Ополі.

## Нагороди та премії
- 1976 — «Золотий Цвях» — нагорода на сьомому плебісцит популярності.
- 1977—Премія «Złote Grono» (для найбільш популярної актриси в сезоні 1976/77) за роль Стефанії Рудецької у фільмі «Прокажена».
- 1979 — Нагорода Голови Комітету у справі радіо та телебачення за видатну художню співпрацю.